# 司理星族
司理星族是平山清次在主帶外側部分發現的小行星族(有相似軌道要素小行星)，介於火星和木星軌道之間，與太陽的平均距離是3.13天文單位，是成員較多的一個小行星族。它有一個被明確定義的核心，較大的小行星區域周圍被許多較小的小行星環繞著。核心群包括在1853年4月5日被義大利天文學家安尼巴莱·德·加斯帕里斯發現的司理星(之後以它為名)。
司理星族的小行星共享下列的軌道要素：
- 半長軸介於3.08 AU和3.24 AU
- 軌道離心率在0.09到0.22
- 軌道傾角小於3°

司理星族是規模最大和動力學識別上動態最長的小行星族，由C-型小行星組成，成分被認為與碳質球粒隕石相似。如今，司理星族已經知道的小行星大約是535顆，主要的成員包括：
- 司理星(24 Themis)
- 62 Erato
- 90 Antiope
- 104 Klymene
- 171 Ophelia
- 468 Lina
- 526 Jena
- 846 Lipperta